# Alive
„Alive” este cel de-al doilea album de studio a cântăreței britanice Jessie J. Acesta a fost lansat pe data de 23 septembrie 2013 de casa de discuri Lava Music și Universal Republic. Artista rap americană Becky G, cântăreața Brandy, artistul american hip-hop Big Sean și artistul britanic Dizzee Rascal face apariții de pe album. Jessie a compus albumul cu Claude Kelly, printre o serie de colaboratori din atât noi cât și vechi. După lansare, albumul a fost primit cu o recepție mixtă de critici de muzică. În timp ce a fost lăudat pentru vocea lui Jessie, unii au simțit că albumul a fost prea generic. Muzical, Alive este un pop și R&B Album, care dispune de influențe din dance-pop, rock pop, soul și hip hop în producția sa.

## Single-uri
„Wild” este primul single a albumului, a fost lansat la data de 26 mai 2013. Single-ul, care a fost scris de Jessie J și Claude Kelly, include Big Sean și Dizzee Rascal, și a ajuns pe locul cinci pe UK Singles Chart. Cântecul, de asemenea, s-a clasat pe locul 9 pe Irish Chart Singles. Videoclipul a fost regizat de Emil Nava și a fost lansat pe data de 25 mai 2013.
„It's My Party” este al doilea single de pe album, a fost lansat pe data de 15 septembrie 2013. Acesta a avut premiera pe Capital FM în 5 august 2013. Videoclipul a fost regizat de Emil Nava și a fost filmat la sfârșitul  lunii iunie și a fost lansat pe 8 august 2013.
„Thunder” a fost anunțat ca al treilea și ca ultimul single de pe album pe data de 17 octombrie 2013, împreună cu coperta single-ului. Piesa a fost lansată pe data de 26 noiembrie 2013 iar videoclipul oficial a avut premiera pe VEVO în 19 noiembrie 2013.

## Lista pieselor
| Alive — Standard edition |                                               |                                                                          |                               |         |  |
| Nr.                      | Titlu                                         | Autor(i)                                                                 | Producător(i)                 | Lungime |  |
| 1.                       | „It's My Party”                               | Jessica Cornish Claude Kelly John Larderi Colin Norman                   | Kelly Johnny BLK Colino Fresh | 3:39    |  |
| 2.                       | „Thunder”                                     | Cornish Tor E. Hermansen Mikkel S. Eriksen Benjamin Levin Kelly          | StarGate Benny Blanco         | 3:35    |  |
| 3.                       | „Square One”                                  | Cornish Tom Barnes Peter Kelleher Ben Kohn                               | TMS                           | 3:46    |  |
| 4.                       | „Sexy Lady”                                   | Cornish Joshua Coleman Kelly                                             | Ammo O.C. Kevin Figs          | 3:13    |  |
| 5.                       | „Harder We Fall”                              | Cornish Lukasz Gottwald Ammar Malik Daniel Omelio Henry Walter           | Dr. Luke Cirkut               | 3:57    |  |
| 6.                       | „Breathe”                                     | Cornish Sia Furler Eriksen Hermansen                                     | StarGate                      | 3:57    |  |
| 7.                       | „I Miss Her”                                  | Cornish Kelly Charles T. Harmony                                         | Chuck Harmony Kelly           | 3:58    |  |
| 8.                       | „Daydreamin'”                                 | Cornish Kelly Josh Abraham Oliver Goldstein                              | Abraham Oligee                | 2:47    |  |
| 9.                       | „Excuse My Rude” (featuring Becky G)          | Cornish Rebecca Marie Gomez Gottwald Niles Hollow-Dhar Malik Walter      | Dr. Luke Cirkut               | 3:07    |  |
| 10.                      | „Wild” (featuring Big Sean and Dizzee Rascal) | Cornish Coleman Kelly Sean Anderson Dylan Mills                          | Ammo                          | 3:54    |  |
| 11.                      | „Gold”                                        | Cornish Gottwald Kelly Walter                                            | Cirkut                        | 3:24    |  |
| 12.                      | „Conquer the World” (featuring Brandy)        | Cornish Kelly John Webb, Jr. Anders Froen Jamil DeBardlabon Are Sorkness | Kelly Jon Jon                 | 3:26    |  |
| 13.                      | „Alive”                                       | Cornish Kelly Rodney "Darkchild" Jerkins                                 | Darkchild                     | 3:24    |  |

| Alive — Deluxe edition (bonus tracks) |                                           |                                                                                 |                                             |         |  |
| Nr.                                   | Titlu                                     | Autor(i)                                                                        | Producător(i)                               | Lungime |  |
| 14.                                   | „Unite”                                   | Cornish Furler Eriksen Hermansen                                                | StarGate                                    | 3:51    |  |
| 15.                                   | „Hero”                                    | Cornish Lorne Alistair Tennant Camille Purcell Marwan El Bergamy Chase Fontaine | The ThundaCatz                              | 3:19    |  |
| 16.                                   | „Magnetic”                                | Cornish Richard "Fazer" Rawson Peter "Neros" Ibsen Tennant                      | STL                                         | 3:54    |  |
| 17.                                   | „It's My Party” (All About She UKG Remix) | Cornish Kelly Larderi Norman                                                    | Kelly Johnny BLK Colino Fresh All About She |         |  |

## Clasamente
| Clasament (2013)              | Poziție maximă |
| ----------------------------- | -------------- |
| Australia (ARIA)              | 7              |
| Austria (Ö3)                  | 36             |
| Belgia (Ultratop Flanders)    | 26             |
| Belgia (Ultratop Wallonia)    | 34             |
| China (Sino Chart)            | 4              |
| Țările de Jos (MegaCharts)    | 19             |
| Franța (SNEP)                 | 104            |
| Germania (Top 100)            | 35             |
| Irlanda (IRMA)                | 6              |
| Noua Zeelandă (RMNZ)          | 18             |
| Spania (PROMUSICAE)           | 19             |
| Elveția (Schweizer Hitparade) | 15             |
| Regatul Unit (OCC)            | 3              |

## Certificări
| Țara         | Companie | Certificații (vânzări) |
| ------------ | -------- | ---------------------- |
| Regatul Unit | (BPI)    | 100,000                |

Note
- reprezintă „disc de aur”;